# Pinus fenzeliana
Pinus fenzeliana je čínská pětijehličná a nepříliš mrazuvzdorná borovice.

## Synonyma
- Pinus eremitana
- Pinus kwangtungensis
- Pinus orthophylla
- Pinus parviflora varieta fenzeliana
- Pinus parviflora varieta kwangtungensis.

## Popis
Stálezelený jehličnatý strom, dorůstající do výšky 20 m. Kmen je přímý a dosahuje průměru 1 m. Větve jsou dlouhé, tenké, vodorovné a rostoucí v široce rozložených patrech, s jehlicemi pouze na koncích. Koruna je vejčitá či válcovitá, otevřená a později deštníkovitá. Borka je tmavohnědá nebo šedohnědá, loupající se, a později, u základny kmenu velkých stromů, rozpraskaná do malých čtvercových bloků. Letorosty jsou v prvním roce světle hnědé, později sesycháním tmavě červenohnědé a vzácně také stříbrnomodrošedozelené, tenké, bez chlupů a podélně rýhované. Zimní pupeny jsou 7-10 mm dlouhé, mírně pryskyřičnaté, válcovitě kuželovité či vejčité. Jehlice jsou tenké a ohebné, přímé či pokleslé a tmavozelené; jehlice se vyskytují ve svazečcích (Fasciculus) po 5 ; jehlice jsou 5-19 cm dlouhé a 0,5-0,8 mm široké, na okrajích pilovité a v průřezu trojúhelníkové; s 3 pryskyřičnými kanálky, pryskyřičné kanálky jsou 2 krajní a 1 středový; s 1 cévním svazkem; s řadami zelenobílých průduchů (Stomata) pouze na vnitřních površích.
Samčí (pylové) šištice (Microstrobilus) jsou světle červenozelené a 15-30 mm dlouhé. Samičí (semenné) šištice - šišky (Megastrobilus) jsou úzce vejčité, elipsoidně vejčité či válcovitě elipsoidní, zprvu zelené a později dozráváním žlutohnědé a na 1-2 cm dlouhých stopkách; šišky jsou 6-14 cm dlouhé, 3-6 cm široké; obvykle pryskyřičnaté; rozevíravé; vyskytují se u základen letorostů po jedné nebo v přeslenech po 2-4 . Šupiny šišek jsou téměř klínovité nebo obdélníkově vejčité; ve středu šišky 2-2,5 cm dlouhé a 1,5-2 cm široké. Výrůstky (Apophysis) jsou široce téměř kosočtverečné, se zpět zahnutým vzdáleným okrajem. Přírůstek prvního roku (Umbo) je trojúhelníkový, přímý nebo zpět stočený a vyskytuje se na konci šupiny. Semena jsou červenohnědá nebo světle hnědá, obvejčitě elipsoidní, 8-15 mm dlouhá a 5-8 mm široká a s tenkým osemením. Křídla semen jsou nevyvinutá, 2-7 mm dlouhá či výrazně kratší. K opylení dochází v dubnu. Semena dozrávají v říjnu až listopadu druhého roku.

## Příbuznost
Podle některých botaniků existuje jedna varieta borovice Pinus fenzeliana: Pinus fenzeliana varieta dabeshanensis , tato varieta je nicméně jinými botaniky považována za samostatný druh: Pinus dabeshanensis.

## Výskyt
Domovinou borovice Pinus fenzeliana je Čína (provincie Chaj-nan, Chu-nan a Kuang-tung a autonomní oblast Kuang-si).

## Ekologie
Strom často roste na strmých horských svazích a skalnatých horských hřebenech v rozsahu nadmořských výšek 500-1800 m v monokulturních porostech, či tvoří smíšené porosty s dalšími jehličnany, například s dakrydiem Dacrydium pectinatum a v nižších nadmořských výškách také s krytosemennými rostlinami. Borovice Pinus fenzeliana je mrazuvzdorná do –6,6 °C.

## Využití člověkem
Vzhledem k poměrně nízkým stavům populace tohoto stromu je pouze příležitostně využíván pro dřevo použitelné ve stavebnictví a tesařství. Kácení je zaměřeno a omezeno na dobře přístupné oblasti.

## Ohrožení
Borovice Pinus fenzeliana je považována za téměř ohroženou a tendence stavu populace tohoto stromu není známa. Strom roste v několika chráněných oblastech v Číně.